# Igrzyska Panamerykańskie 1975
VII Igrzyska Panamerykańskie odbyły się w stolicy Meksyku, Ciudad de México w dniach 12–26 października 1975 r. W zawodach udział wzięło 3146 sportowców z 33 państw. Sportowcy rywalizowali w 190 konkurencjach w 21 sportach. Najwięcej medali zdobyli reprezentanci USA – 247.
Najważniejszym sportowym osiągnięciem podczas zawodów był rekord świata w trósjoku, który ustanowił 15 października Brazylijczyk Joao Carlos de Oliveira, skacząc 17,89 m, czyli aż o 45 cm dalej od poprzedniego rekordu. Wynik ten został poprawiony dopiero 10 lat później.

## Państwa uczestniczące w igrzyskach
| - Argentyna - Antigua i Barbuda - Antyle Holenderskie - Bahamy - Barbados - Belize - Bermudy - Boliwia - Brazylia - Chile - Dominikana | - Ekwador - Gujana - Gwatemala - Haiti - Honduras - Jamajka - Kanada - Kolumbia - Kostaryka - Kuba - Meksyk | - Panama - Paragwaj - Peru - Portoryko - Salwador - Stany Zjednoczone - Surinam - Trynidad i Tobago - Urugwaj - Wenezuela - Wyspy Dziewicze Stanów Zjednoczonych |

## Dyscypliny i rezultaty
| - Baseball (szczegóły) - Boks (szczegóły) - Gimnastyka (szczegóły) - Hokej na trawie (szczegóły) - Jeździectwo (szczegóły) - Judo (szczegóły) - Kolarstwo (szczegóły) - Koszykówka (szczegóły) - Lekkoatletyka (szczegóły) - Piłka nożna (szczegóły) - Piłka siatkowa (szczegóły) | - Piłka wodna (szczegóły) - Pływanie (szczegóły) - Pływanie synchroniczne (szczegóły) - Podnoszenie ciężarów (szczegóły) - Skoki do wody (szczegóły) - Strzelectwo (szczegóły) - Szermierka (szczegóły) - Tenis ziemny (szczegóły) - Wioślarstwo (szczegóły) - Zapasy (szczegóły) |

## Tabela medalowa
| Miejsce | Kraj                | Złoto | Srebro | Brąz | Razem |
| 1       | Stany Zjednoczone   | 117   | 82     | 48   | 247   |
| 2       | Kuba                | 56    | 45     | 33   | 134   |
| 3       | Kanada              | 19    | 35     | 40   | 94    |
| 4       | Meksyk              | 9     | 13     | 38   | 60    |
| 5       | Brazylia            | 8     | 13     | 23   | 44    |
| 6       | Argentyna           | 3     | 5      | 7    | 15    |
| 7       | Kolumbia            | 2     | 4      | 4    | 10    |
| 8       | Ekwador             | 1     | 1      | 1    | 3     |
| 9       | Gujana              | 1     | 1      | 0    | 2     |
| 9       | Peru                | 1     | 1      | 0    | 2     |
| 11      | Portoryko           | 0     | 3      | 7    | 10    |
| 12      | Panama              | 0     | 2      | 2    | 4     |
| 13      | Wenezuela           | 0     | 1      | 11   | 12    |
| 14      | Dominikana          | 0     | 1      | 7    | 8     |
| 15      | Jamajka             | 0     | 1      | 3    | 4     |
| 16      | Antyle Holenderskie | 0     | 1      | 0    | 1     |
| 16      | Trynidad i Tobago   | 0     | 1      | 0    | 1     |
| 18      | Chile               | 0     | 0      | 2    | 2     |
| 18      | Urugwaj             | 0     | 0      | 2    | 2     |
| 20      | Barbados            | 0     | 0      | 1    | 1     |
| 20      | Gwatemala           | 0     | 0      | 1    | 1     |
| 20      | Nikaragua           | 0     | 0      | 1    | 1     |